# Вегаэйн
Вегаэйн, или архипелаг Вега (норв. Vegaøyan) расположен в фюльке Нурланн, недалеко от Полярного круга. Архипелаг занесён в список Всемирного наследия ЮНЕСКО с 2004 года.
Главный остров архипелага, остров Вега, окружён группой малых островов, в количестве 6500. Общая площадь архипелага — 103,7 тыс. га, включая 6,9 тыс. га суши.
Археологические находки свидетельствуют о том, что эти места были заселены ещё с каменного века.
Люди, жившие здесь на протяжении 1500 лет, занимавшиеся сельским хозяйством и рыбной ловлей, создали неповторимый культурный ландшафт. В IX веке острова стали важным поставщиком гагачьего пуха, который давал около трети суммарного дохода жителей островов.
Добраться на архипелаг можно на пароме или на быстроходном катере из Брённёйсунна (норв. Brønnøysund).

Виды Архипелага
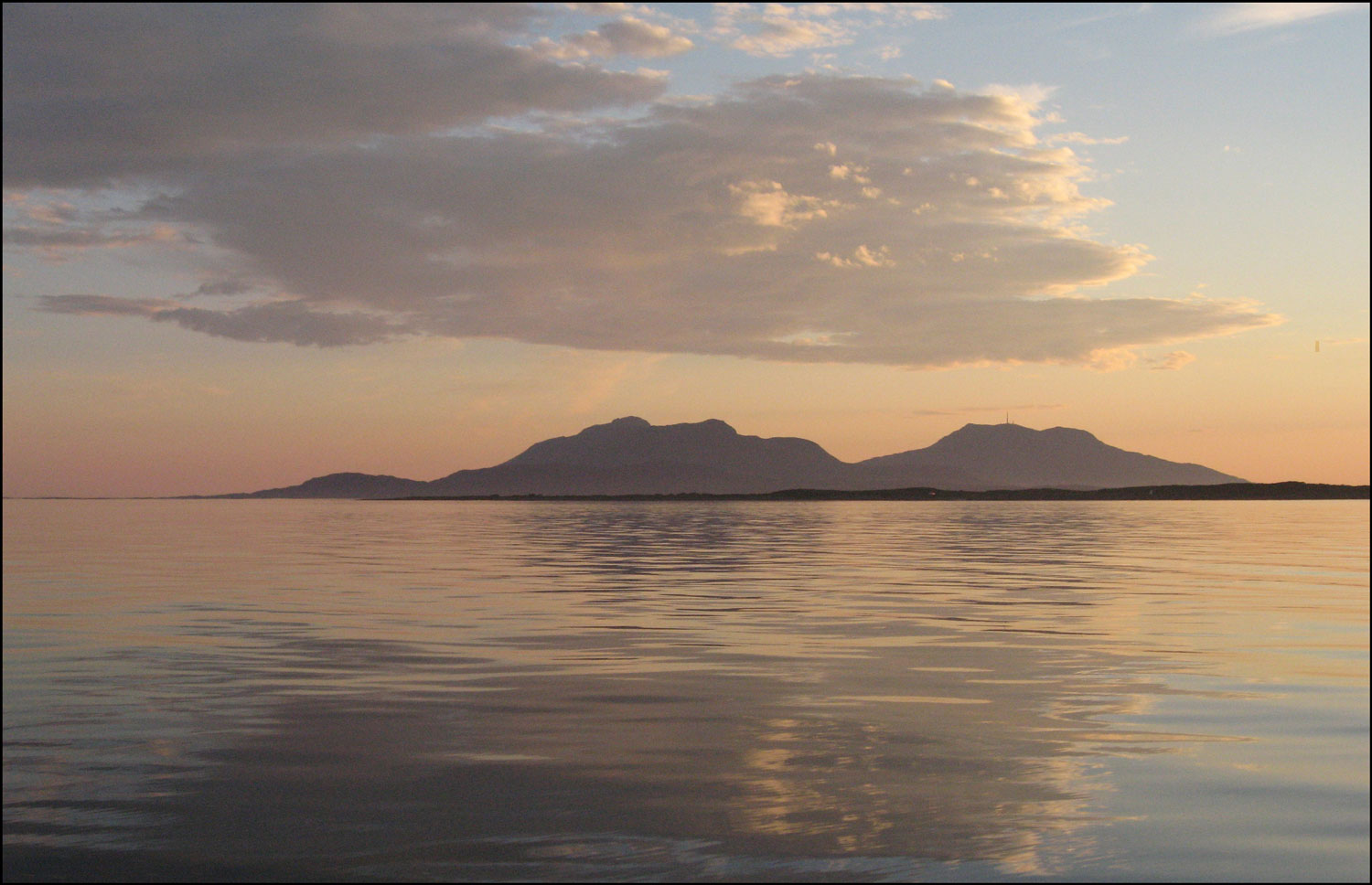
Вид на главный остров
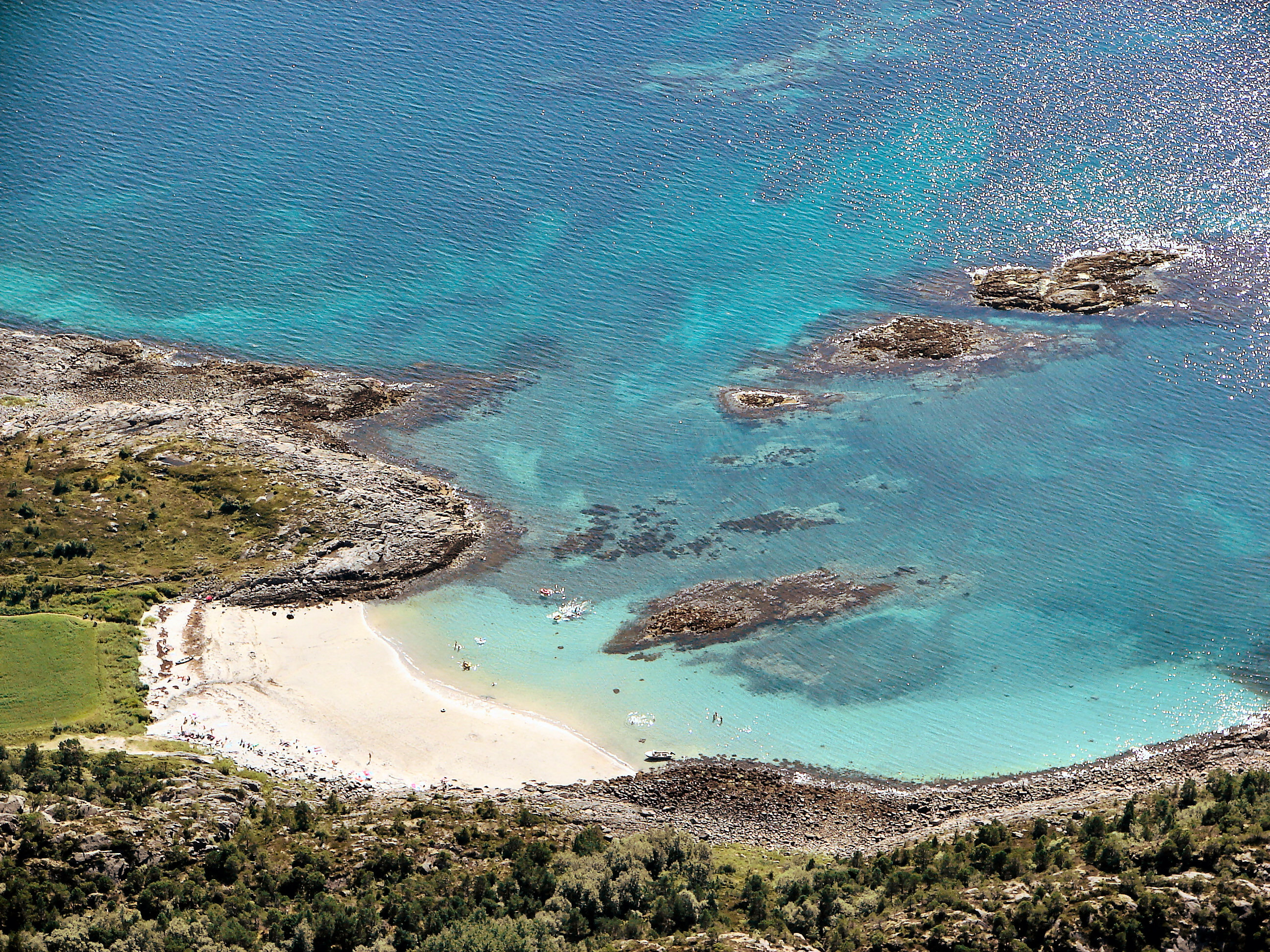
пляж Eidem на о.Вега
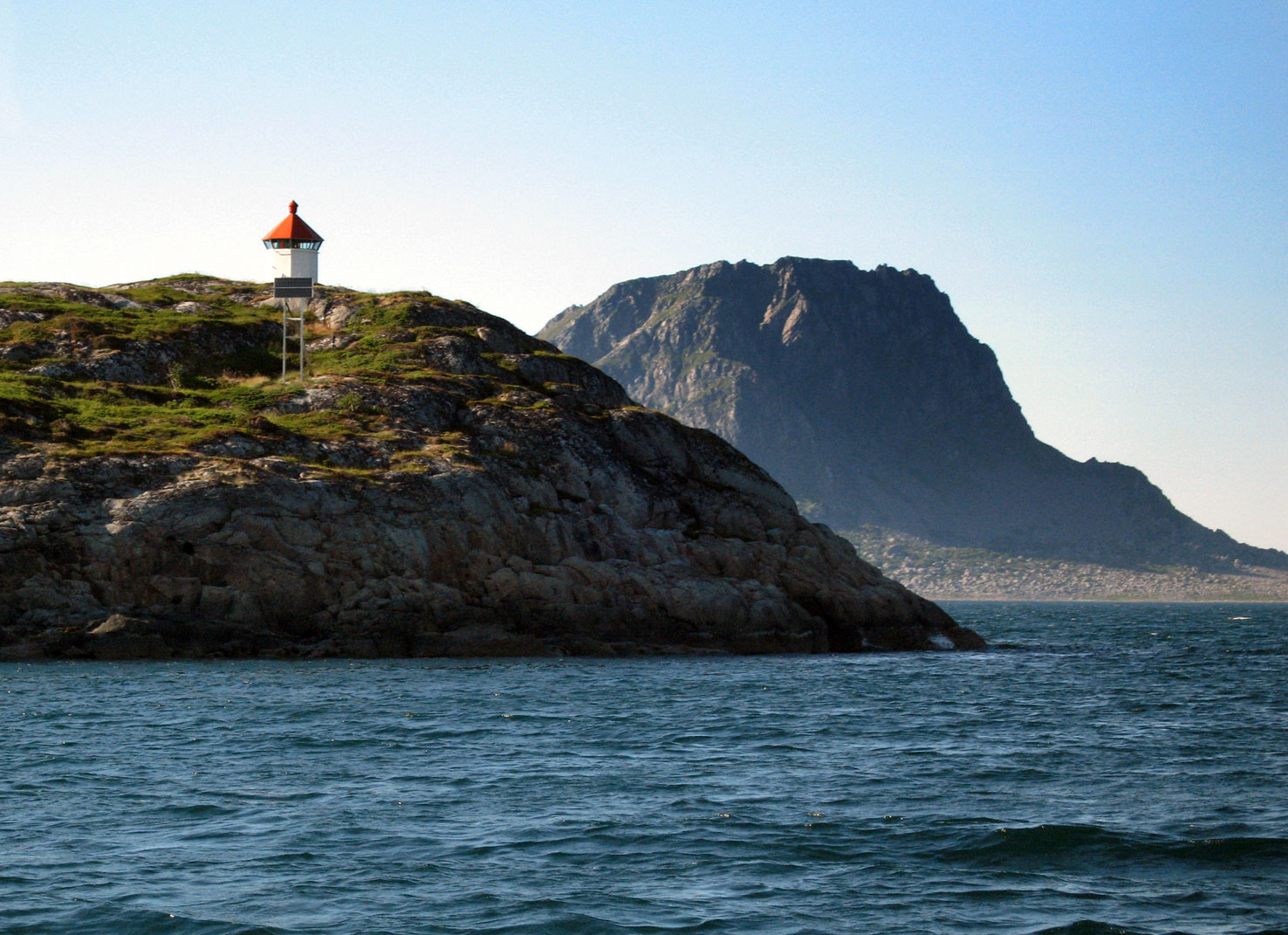
Остров Søla